# Myxobolus narasii
Myxobolus narasii is een microscopische parasiet uit de familie Myxobolidae. Myxobolus narasii werd in 1970 beschreven door Narasimhamurti. 